# مدافع ایمان
مدافع ایمان (لاتین: Fidei defensor or, specifically feminine, Fidei defensatrix; فرانسوی: Défenseur de la Foi‎) عبارتی است که از اوایل قرن شانزدهم به عنوان بخشی از عنوان کامل بسیاری از پادشاهان انگلیسی و بعدها بریتانیایی مورد استفاده قرار گرفته‌است. این عبارت همچنین از سوی بسیاری از دیگر پادشاهان و روسای کشورها مورد استفاده قرار گرفته‌است.

## استفاده کنونی
عنوان الیزابت دوم در مقام ملکه بریتانیا، «الیزابت دوم، به فضل خداوند از پادشاهی متحد بریتانیای کبیر و ایرلند شمالی و دیگر قلمروهایش، ملکه، رئیس مشترک‌المنافع، مدافع ایمان» است. عنوان «مدافع ایمان» منعکس کنندهٔ جایگاه حاکم به عنوان رئیس عالی کلیسای انگلستان است که رسماً مافوق اسقف اعظم کانتربری است. تصمیم ضرابخانه سلطنتی برای حذف این و دیگر بخش‌هایی از عنوان پادشاه در «فلورین بی‌خدا» چنان رسوایی در ۱۸۴۹ آفرید که سکه جایگزین شد.